# Moja Republika
Moja Republika (serbisch-kyrillisch: Моја Република; deutsch: „Meine Republik“) ist die Nationalhymne der Republika Srpska, einer der beiden Entitäten der Föderation Bosnien und Herzegowina. Sie wurde 2008 angenommen und ersetzte die serbische Hymne Bože Pravde, die 2006 vom Verfassungsgericht Bosniens und Herzegowinas für „verfassungswidrig“ erklärt wurde. Der Text und die Melodie wurden von Mladen Matović geschrieben und komponiert. Die Uraufführung fand am 9. Januar 2009 in Banja Luka statt.

## Text (Serbisch in kyrillischer Schrift)
Тамо гдје најљепша се зора буди

Часни и поносни живе добри људи

Тамо гдје се рађа нашег сунца сјај

Горд (Стамен) и пркосан је мој завичај

За њега сви се сад помолимо

Другу земљу ми немамо

У срцу мом само је један дом

У срцу велика моја република

У срцу мом најљепша звијезда сја

Моја република, Република Српска

Тамо гдје су наши преци давни

Име уписали у сваки корак славни

Тамо гдје се рађа нашег сунца сјај

Горд и пркосан је мој завичај

За њега сви се сад помолимо

Другу земљу ми немамо

У срцу мом само је један дом

У срцу велика моја република

У срцу мом најљепша звијезда сја

Моја република, Република Српска

## Text (Kroatisch/Bosnisch in lateinischer Schrift)
Tamo gdje najljepša se zora budi

Časni i ponosni žive dobri ljudi

Tamo gdje se rađa našeg sunca sjaj

Gord (Stamen) i prkosan je moj zavičaj

Za njega svi se sad pomolimo

Drugu zemlju mi nemamo

U srcu mom samo je jedan dom

U srcu velika moja republika

U srcu mom najljepša zvijezda sja

Moja republika, Republika Srpska

Tamo gdje su naši preci davni

Ime upisali u svaki korak slavni

Tamo gdje se rađa našeg sunca sjaj

Gord i prkosan je moj zavičaj

Za njega svi se sad pomolimo

Drugu zemlju mi nemamo

U srcu mom samo je jedan dom

U srcu velika moja republika

U srcu mom najljepša zvijezda sja

Moja republika, Republika Srpska

## Text in deutscher Übersetzung
Wo der schönste Sonnenaufgang erwacht

Dort leben gute Leute, ehrenhaft und stolz

Wo der Strahl unserer Sonne geboren wird

Dort liegt meine Heimat, stolz (stark) und kühn

Nun wollen wir alle dafür beten

Es gibt kein anderes Land für uns

In meinem Herzen gibt es nur eine Heimat

In meinem Herzen ist meine Republik groß

Im meinem Herzen leuchtet der schönste Stern

Meine Republik, Republika Srpska

Wo unsere Vorväter aus der Vergangenheit

Ihre Namen in jedem ruhmreichen Schritt geschrieben haben

Wo der Strahl unserer Sonne geboren wird

Dort liegt meine Heimat, stolz (stark) und kühn

Nun wollen wir alle dafür beten

Es gibt kein anderes Land für uns

In meinem Herzen gibt es nur eine Heimat

In meinem Herzen ist meine Republik groß

In meinem Herzen leuchtet der schönste Stern

Meine Republik, Republika Srpska